# Coronation Island (Alaska)

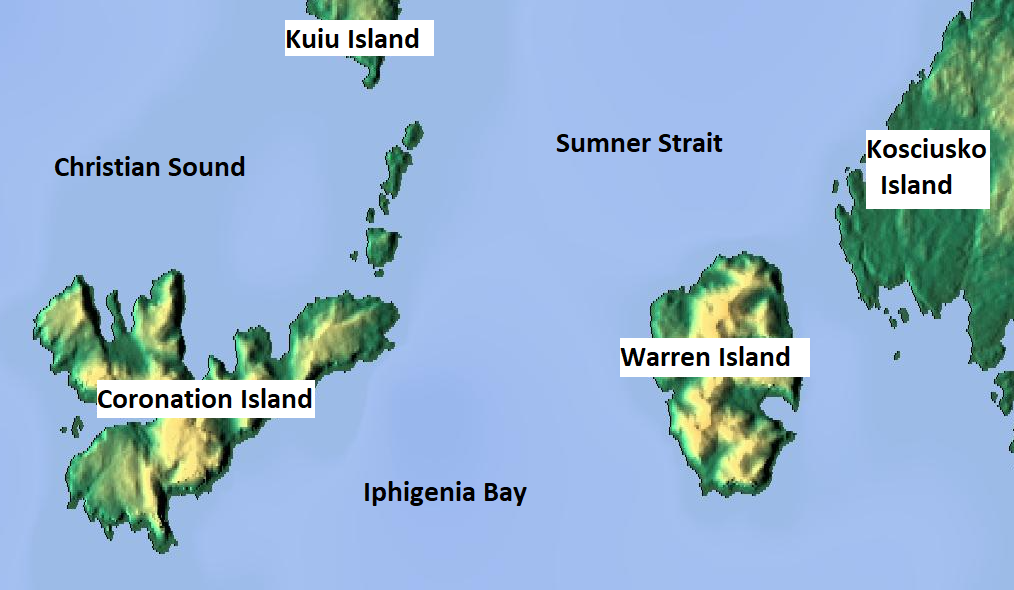
Kaart met eilanden aan de noordkant van Iphigenia Bay

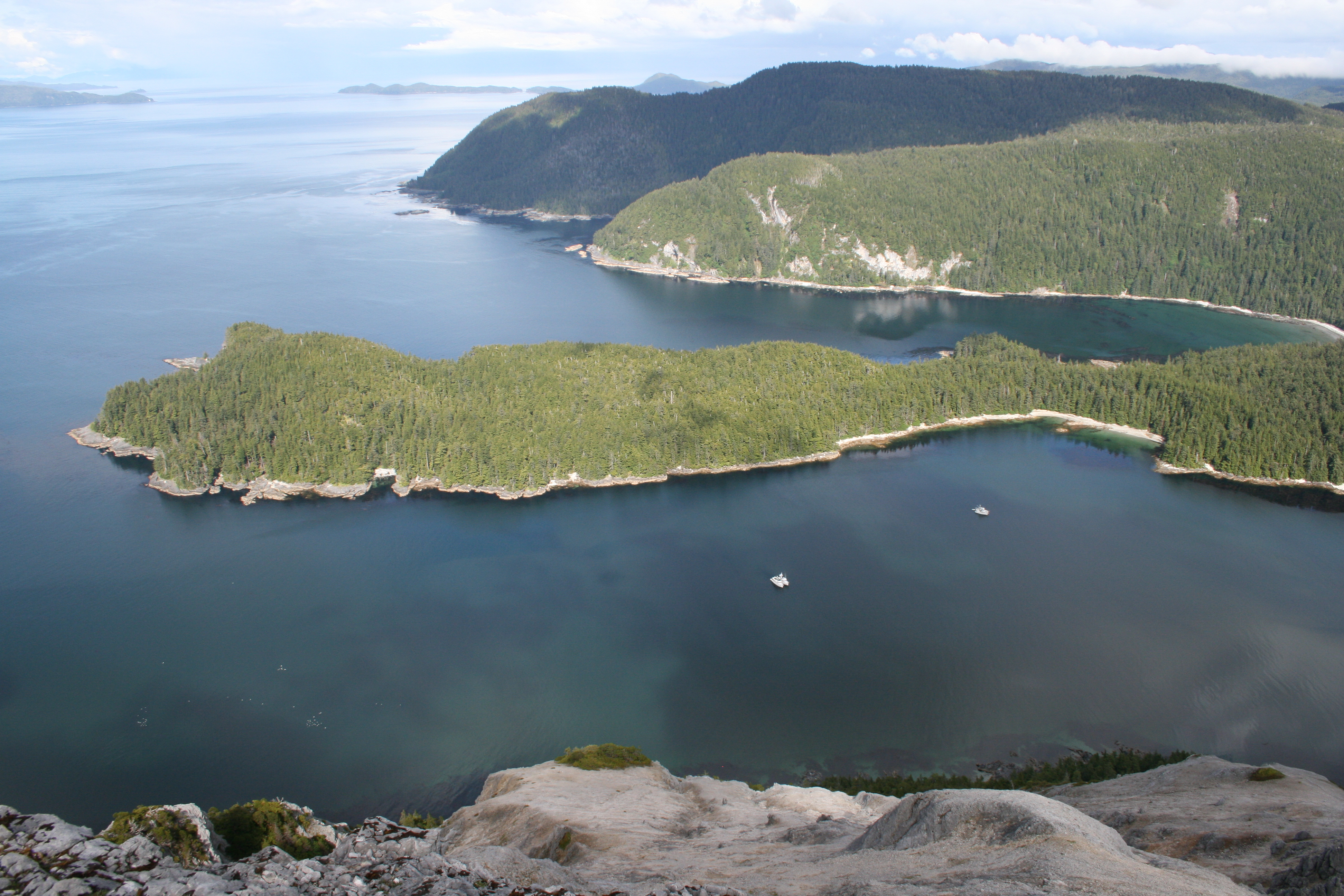
De noordwestkust van het eiland

Coronation Island is een eiland in de Alexanderarchipel in de Alaska Panhandle in het zuidoosten van Alaska in de Verenigde Staten.

## Geografie
Het eiland ligt ten zuiden van Kuiu Island en ten westen van Warren Island. Ten noordoosten van het eiland liggen de Spanish Islands. Ten zuiden en zuidwesten ligt de Golf van Alaska, in het noordwesten de Chatham Strait, in het noordoosten en oosten Sumner Strait en in het zuidoosten Iphigenia Bay.
Sterke winden en golven van de open oceaan in het westen, gecombineerd met een steile, rotsachtige kust, resulteren in vrijwel ontoegankelijke kust vanwege de zware branding langs de loefkust (westelijk en zuidwestelijk) van het eiland. De weinige beschermde baaien en stranden langs de lijkust (oostelijk en noordoostelijk) worden bewaakt door rotsachtige ondiepten. Het eiland is dus moeilijk bereikbaar via welke route dan ook, en is over het algemeen beperkt tot kleine boten of watervliegtuigen tijdens korte windstiltes. Er zijn geen ontwikkelde faciliteiten en geen geprepareerde paden op het eiland. Men kan er onbeperkt kamperen in de wildernis en vissen en jagen zijn toegestaan. De dichtstbijzijnde gemeenschap met volledige service is Craig. Het eiland is ook de thuisbasis van de Coronation Island Wilderness, die 78 vierkante kilometer beslaat en de aangrenzende Spanish Islands omvat. Er zijn verschillende zeegrotten op het eiland.
Coronation Island heeft zeven hoge toppen: Needle Peak, Aats Peak, Pin Peak en vier andere toppen die geen naam hebben. Coronation Island heeft vijf baaien: Egg Harbor, Alikula Bay, Aats Bay, Gish Bay en Windy Bay. Het eiland is omgeven door rotsachtige gebieden, een paar zandige gebieden en een handvol koraalriffen. Het eiland bestaat grotendeels uit kalksteen en sommige grotten op het eiland bevatten fossielen. De westelijke kant van Coronation Island omvat grote, vlakke laaglandgebieden met karst die, op basis van bathymetrische kartering, nooit door gletsjers lijken te zijn bedekt. In 2001 werd Colander Cave ontdekt in een van deze laaglandgebieden. Een 11.000+ jaar oud fossiel van een bruine beer werd gevonden in Colander Cave, wat de hypothese ondersteunt dat deze beren het Laatste Glaciale Maximum hebben overleefd.

## Geschiedenis
Coronation Island werd op 22 september 1793 door George Vancouver ontdekt en benoemd, die dag was de 33e verjaardag van de kroning (coronation) van George III van het Verenigd Koninkrijk.